# Бат и Северо-Восточный Сомерсет
Бат-энд-Норт-Ист-Сомерсет (Бат и Се́веро-Восто́чный Со́мерсет) (англ. Bath and North East Somerset) — унитарная единица на северо-востоке церемониального графства Сомерсет. Главный и крупнейший город — Бат (население — 84 тыс. чел.).

## История
Образована 1 апреля 1996 года путём преобразования в унитарную единицу и перехода в церемониальное графство Сомерсет районов Бат и Вэнсдайк бывшего неметропольного графства Эйвон (en:2009 structural changes to local government in England).

## География
Бат и Северо-Восточный Сомерсет занимает территорию 346 км² и граничит на востоке с церемониальным графством Уилтшир, на юге с неметропольным графством Сомерсет, на западе с унитарной единицей Северный Сомерсет, на северо-западе с церемониальным графством Бристоль, на севере с церемониальным графством Глостершир.

## Население
На территории унитарной единицы Бат и Северо-Восточный Сомерсет проживают 169 040 человек, при средней плотности населения 489 чел./км² (2001 год).

## Состав
В состав района входят 4 города:
- Бат
- Киншем
- Мидсомер-Нортон
- Радсток

и 46 общин (англ. civil parish).

## Политика
В совете унитарной единицы Бат и Северо-Восточный Сомерсет заседают 65 депутатов. В результате последних выборов по 29 мест в совете занимают консерваторы и либеральные демократы.

## Экономика
На территории унитарной единицы, в городе Бат, расположена штаб-квартира крупной производственной компании Rotork, акции которой входят в базу расчета индекса FTSE 250.

## Спорт
В городе Бат базируется полупрофессиональный футбольный клуб «Бат Сити», выступающий в сезоне 2010/2011 в Национальной Конференции. «Бат Сити» принимает соперников на стадионе Твертон Парк (8 тыс. зрителей).